# Ökostrom

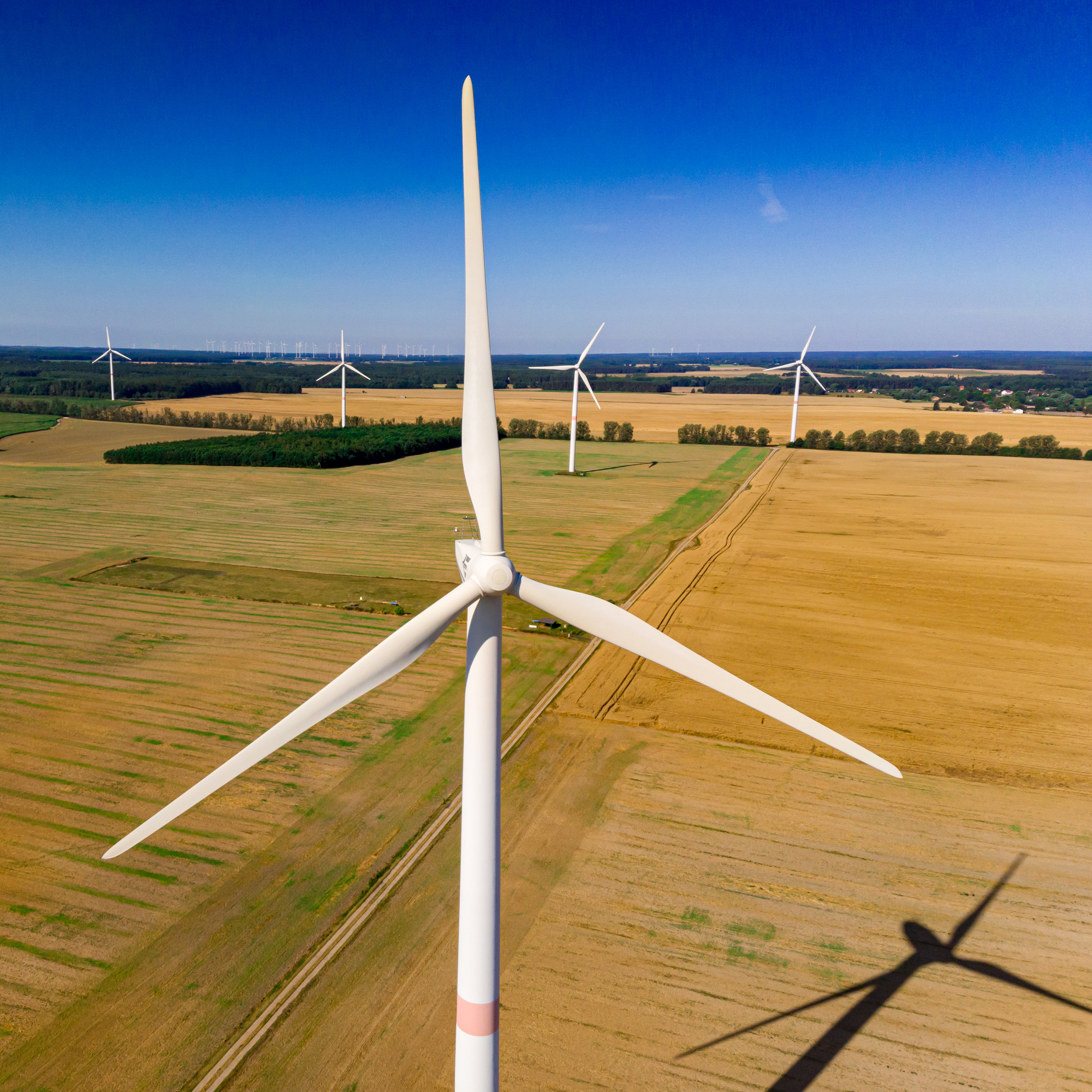
Windkraftanlagen

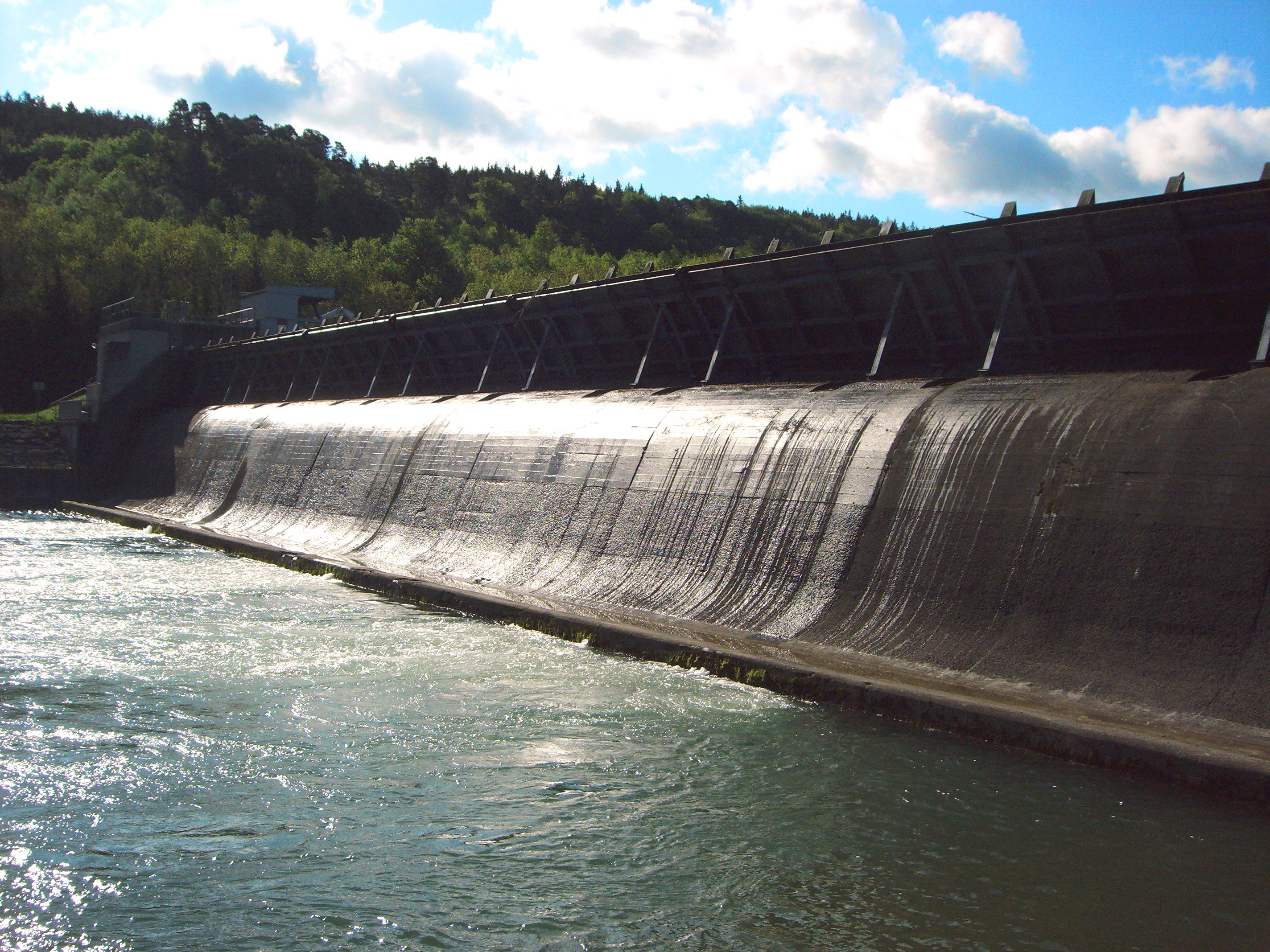
Wasserkraftwerk

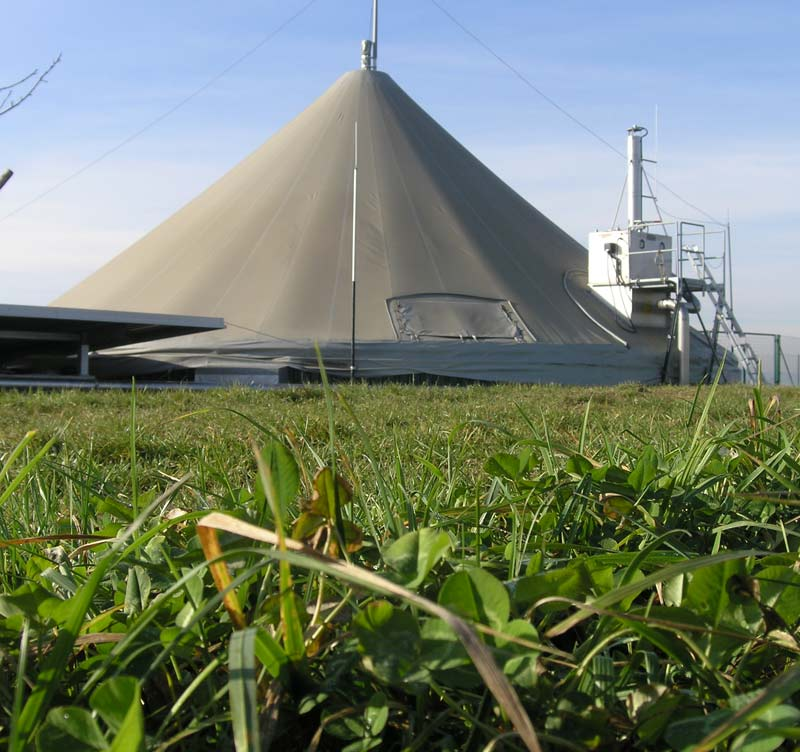
Biogasspeicher

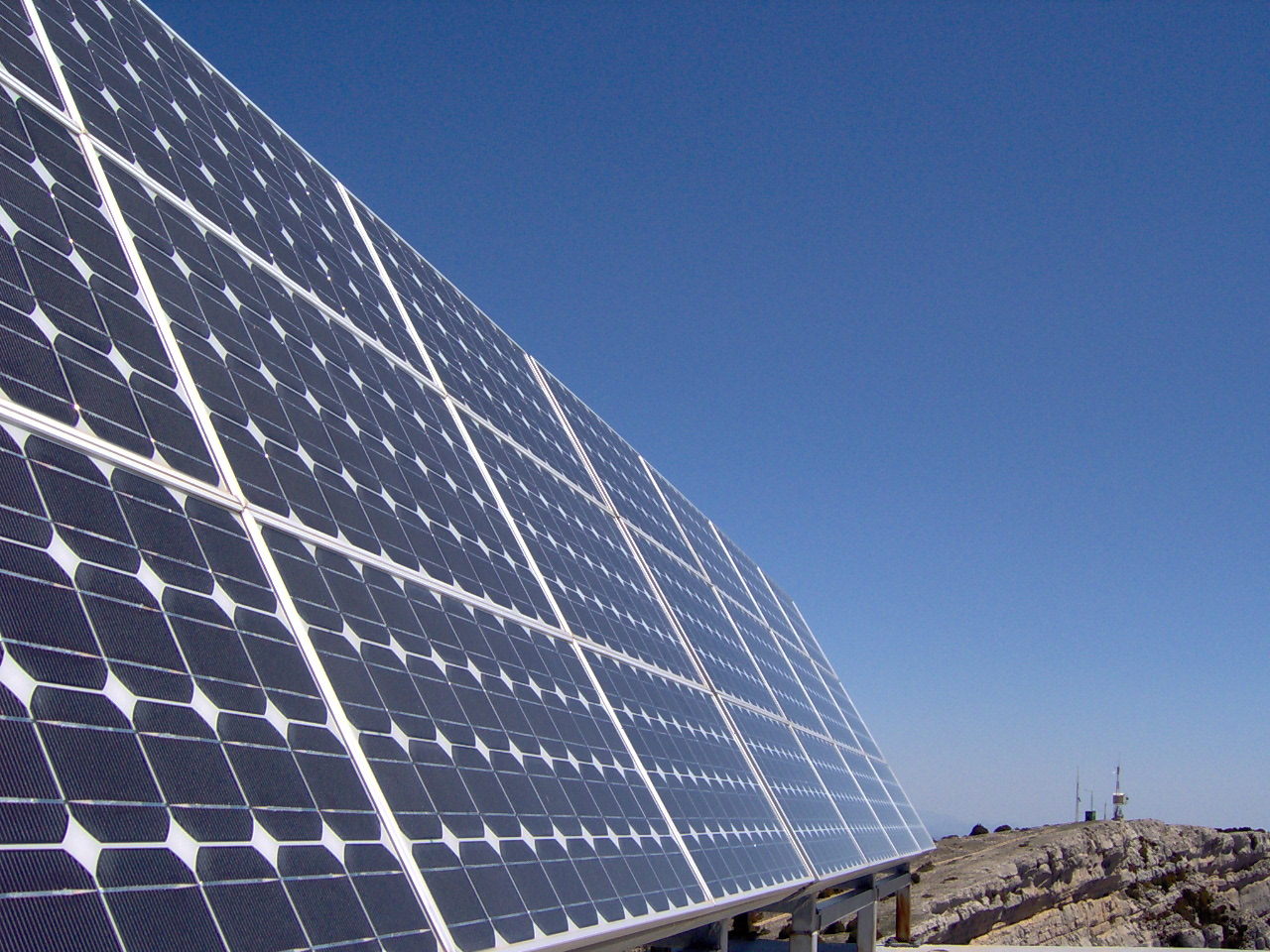
Photovoltaikanlage

Mit dem Begriff Ökostrom werden üblicherweise Stromlieferverträge bezeichnet, mit denen ein direkter Geldfluss zwischen dem Abnehmer und Anbietern elektrischer Energie aus umweltfreundlichen erneuerbaren Energiequellen hergestellt wird. Dies geschieht in Abgrenzung zu konventionell erzeugtem Strom aus Kernenergie und fossilen Energieträgern, wie hauptsächlich Kohle, Erdöl und Erdgas. Gleichbedeutende Begriffe sind Grünstrom und Naturstrom.

## Definitionen

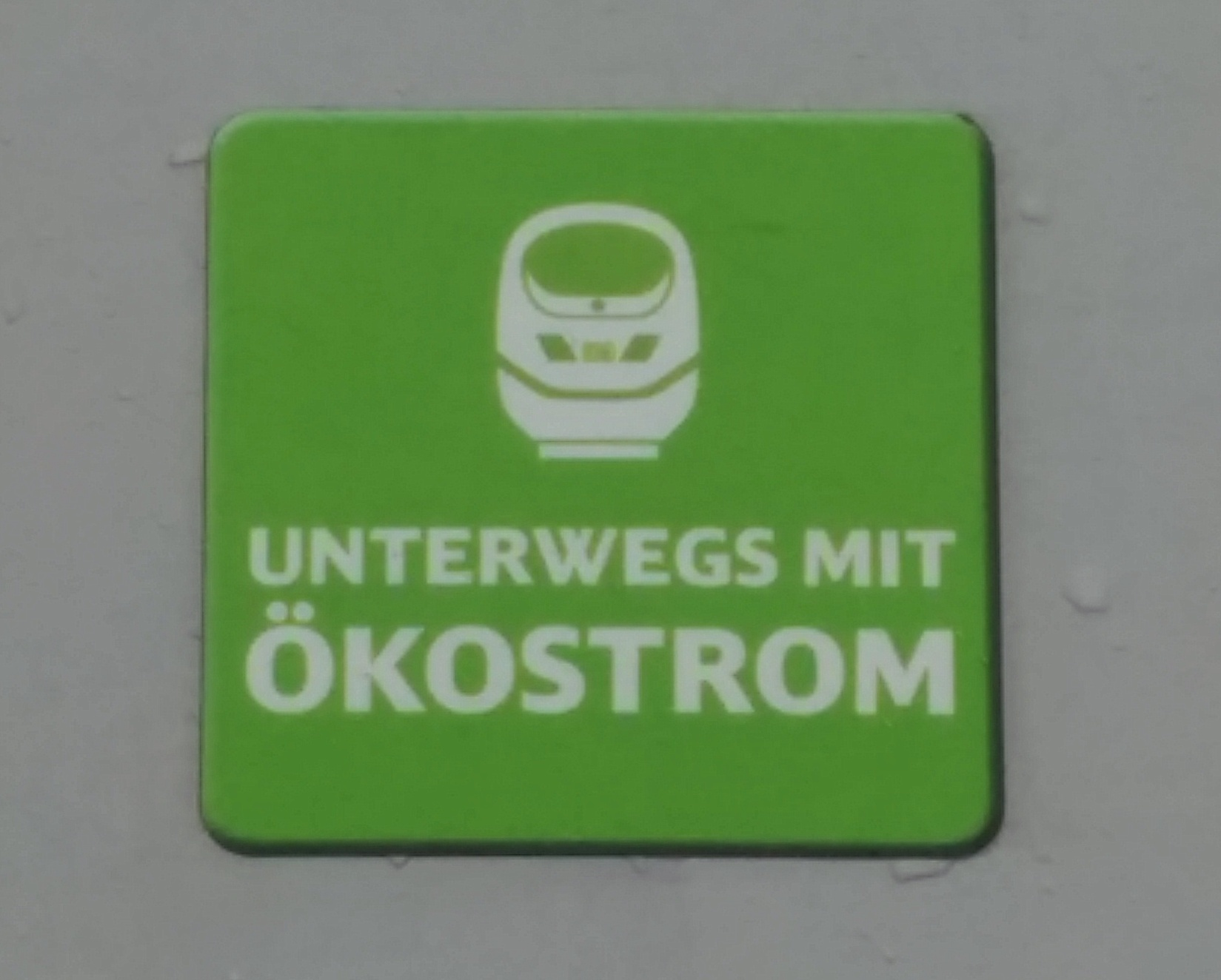
Werbung für Ökostrom an der Tür eines ICE der Deutschen Bahn

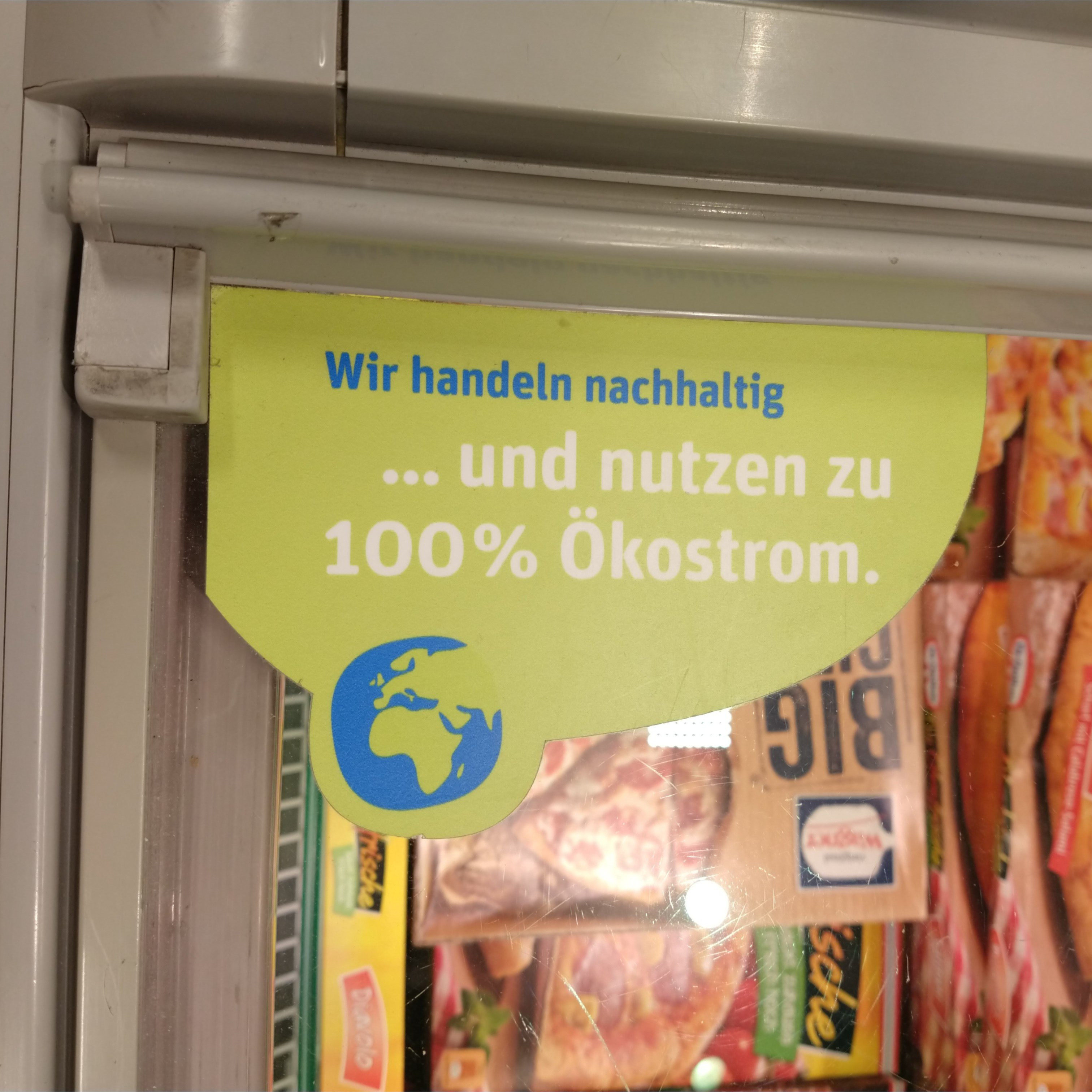
Ein Supermarkt wirbt damit, nur Ökostrom zu nutzen

„Ökostrom“ ist kein schutzfähiger Begriff. Eine Legaldefinition bietet die EU-Richtlinie 2009/28/EG:

„(1) Zum Zweck des Nachweises gegenüber den Endkunden
darüber, welchen Anteil Energie aus erneuerbaren Quellen im
Energiemix eines Energieversorgers ausmacht oder in welcher
Menge sie darin enthalten ist, der gemäß Artikel 3 Absatz 6 der
Richtlinie 2003/54/EG zu erbringen ist, stellen die Mitgliedstaaten sicher, dass die Herkunft von aus erneuerbaren Energiequellen
erzeugter Elektrizität als solche im Sinne dieser Richtlinie gemäß
objektiven, transparenten und nichtdiskriminierenden Kriterien
garantiert werden kann.
(2) Zu diesem Zweck sorgen die Mitgliedstaaten dafür, dass auf
Anfrage eines Produzenten von Elektrizität aus erneuerbaren
Energiequellen ein Herkunftsnachweis ausgestellt wird.“

In den nationalen Gesetzgebungen sind unterschiedliche Auslegungen in Gebrauch:
- In Österreich ist im Ökostromgesetz definiert, dass jeder Strom, der aus erneuerbaren Energieträgern erzeugt wurde, als Ökostrom gilt. Bei Pumpspeicherkraftwerken gilt das nur für die Nutzung des natürlichen Zulaufs, nicht für hochgepumptes Wasser.[4]
- In Deutschland gibt es keine verbindliche Definition.[5]
  - Die Bundesnetzagentur definiert Ökostromtarife im Kontext der Datenerhebung Monitoring Energie wie folgt: „Ein Stromtarif, der aufgrund von Ökostrom-Labeln oder Stromkennzeichnung als Stromtarif mit besonderer Relevanz des Anteils/der Förderung der effizienten oder regenerativen Energiegewinnung ausgewiesen und zu einem Tarif angeboten/gehandelt wird.“[6]
  - Die „Marktanalyse Ökostrom II“ des Umweltbundesamts definiert Ökostrom wie folgt: „Ein Ökostromprodukt ist ein Stromprodukt, dessen Stromkennzeichnung ausschließlich Erneuerbare Energieträger ausweist, die mit mengenmäßig korrespondierenden HKN hinterlegt werden müssen.“[7]

Daneben existieren weitere Definitionen:
- Der Bundesverband Erneuerbare Energie lässt die Bezeichnung „Ökostrom“ aufgrund der losen Sprachregelung für alles zu, das wenigstens zur Hälfte aus erneuerbaren Energien wie Windenergie, Bioenergie, Solarenergie, Hydroenergie und Geothermie stammt. Die andere Hälfte muss in diesem Fall aus Kraft-Wärme-Kopplungsanlagen kommen.[8] Es wird argumentiert, dass diese als Übergangslösung zu fördern seien, um den Ausstieg aus fossiler und atomarer Stromerzeugung zu beschleunigen.
- Umweltschutzorganisationen schließen zuweilen Großwasserkraft vom Ökostrom-Begriff aus.[9] Sie kritisieren z. B. Mammutprojekte wie den Drei-Schluchten-Damm in China als unökologisch.

In einem liberalen Energiemarkt kann jeder Verbraucher frei entscheiden, von welchem Anbieter er seinen Strom bezieht. Entscheidet er sich für Ökostrom, so kann er ein entsprechendes Angebot von Ökostromanbietern oder entsprechende Stromtarife nutzen. Um einen Stromtarif als „Ökostrom“ verkaufen zu dürfen, hat der Lieferant mehrere Möglichkeiten:
1. Ökostrom produzieren, Herkunftsnachweise ausstellen lassen und diese im Anschluss entwerten.
2. handelbare Herkunftsnachweise erwerben und diese entwerten.

Weil alle Verbraucher Strom aus demselben Verbundnetz beziehen und Strom physikalisch immer gleich ist, hat der Bezug von Ökostrom keine direkte Auswirkung auf den beim einzelnen Kunden gelieferten Strom. Stattdessen werden die Zahlungsströme am Energiemarkt und womöglich der Strommix des Landes verändert.

## Zertifizierung
Zertifikate (auch Gütesiegel oder Label genannt) sollen die ökologische Produktion eines Stromangebotes bestätigen und gehen oft über die Mindestanforderungen von Ökostrom hinaus.

„Ökostrom Label sind unabhängige, freiwillige Zertifizierungen, die von nicht staatlichen Stellen vergeben werden und die Ökostromprodukte auf die Einhaltung von bestimmten Zusatzmerkmalen anhand eigens aufgestellter Kataloge prüfen und auszeichnen. Ökostromlabel ermöglichen eine standardisierte, qualitative Einordnung von Ökostromprodukten“

Aus Marketingsicht sind Ökostrom-Labels Methoden des Co-Brandings. Je nachdem, ob die Erzeugung oder der Verbrauch des Stroms zertifiziert werden soll, werden zwei Arten von Zertifizierungen unterschieden:
- Die Erzeugungszertifizierung bezieht sich immer auf Erzeugungsquellen und garantiert dem Abnehmer die Herkunft der Energie aus erneuerbaren Energien. Diese Art der Zertifizierung wird in der Regel auf der Handelsebene verwendet; Abnehmer sind meist Anbieter von Ökostromprodukten.

- Die Produktzertifizierung stellt unter Umständen weitergehende Anforderungen an die Herkunft der Erneuerbaren Energien oder den Anbieter. Die Erfüllung dieser Anforderungen werden vom Labelgeber geprüft und bezeugt. Der Anbieter nutzt das Label im Anschluss werblich.

### Label im Vergleich
Eine Übersicht über am Markt verfügbare Label mit ihrem Eigenschaften und Marktanteil:
| Labelgeber                            | Produkt (Link zum Kriterienkatalog)                      | Variante                                         | Stromherkunft | Besonderheiten Herkunft EE | Besonderheiten | Anbietereigenschaften | Förderbeitrag                                   | Verwendung Förderbeitrag | weitere Merkmale | Kommentar | Verteilungs-/Markt-anteil DE |
| ------------------------------------- | -------------------------------------------------------- | ------------------------------------------------ | ------------- | --- | --- | --- | ----------------------------------------------- | --- | --- | --- | ---------------------------- |
| EKOEnergie                            |                                                          |                                                  | 100 % EE      | Wind, Solar, Wasser (ohne Pumpstrom), Meeresenergie, Geothermie, Bioenergie, Deponiegas, Klärgas                                        | Anlagen werden einzeln genehmigt, keine EE in Natur-/Artenschutzgebieten, besondere Anforderungen Biomasse | | 0,1 ct/MWh bzw. 0,2 ct/MWh (Wasser)             | Klimafonds: Zukunftsinvestitionen (EE-Projekte, aber auch ETS Aufkäufe) | | EKOenergie ist ein Netzwerk von europäischen Umweltorganisationen. Das EKOenergie-Label ist das einzige gesamteuropäische Label für 100 % erneuerbaren Strom. Elektrizität kann nur dann als EKOenergie verkauft werden, wenn das Produkt die vom EKOenergie-Netzwerk festgelegten Kriterien erfüllt. Dazu gehören die folgenden Aspekte: - Genaue Verbraucherinformationen - Nachhaltigkeit - Klima - Tracking und Herkunftsnachweise Pro verkaufte kWh EKOenergie muss ein Mindestbeitrag von 0,01 Cent in einen EKOenergie-Klimafonds eingezahlt werden und 0,008 Cent an EKOenergie gezahlt werden. Der im Fonds enthaltene Betrag wird dafür eingesetzt, Zukunftsinvestitionen in erneuerbarer Energie anzuregen und um den Anteil der erneuerbaren Energien an der Weltenergieproduktion zu erhöhen. Zusätzlich werden für jede als EKOenergie Wasserkraft verkaufte Megawatt-Stunde 0,01 Cent in einen EKOenergie-Umweltfonds eingezahlt. Es wird angegeben, dass EKOenergie Stromprodukte im Schnitt 10 % über dem Marktpreis konventionellen Stroms liegen. | 0,20 %                       |
| Grüner Strom Label e. V.              | Grüner Strom-Label                                       |                                                  | 100 % EE      | Biomasse entsprechend BiomasseVO, keine Gentechnik, kein Deponiegas, keine Mischfeuerung                                                | Kopplung von HKN und Strommenge | kein Verhalten kontra EE/KWK, keine Beteiligung an Atomkraft, keine zukünftige Beteiligung an Kohle, nachhaltige Unternehmenspolitik | gestaffelt nach Verbrauch, mind. 0,1–0,5 ct/kWh | Bau von REG- oder KWK-Anlagen (dezidierte Anforderungen), Zukunftsprojekte, Effizienz, Direktversorgung, Entwicklungszusammenarbeit, so                                                                         | weitere optionale Zertifizierungsmöglichkeiten | | 8,30 %                       |
| EnergieVision e. V.                   | ok-Power Pflichtkriterien (P) + Wahlpflichtkriterium (W) | ok-power-plus: Alle Kunden < 30 MWh zertifiziert | 100 % EE (P)  | besondere Anforderungen an Wasser und Biomasse, keine Schutzgebiete, kein Deponiegas, kein Grubengas, Abfall nur bedingt, kein Torf (P) | Beschaffung von HKN aus Neuanlagen, mind. 33 %, Höchstalter technologieabhängig (W); Initiierung sowie ggf. Betrieb von Neuanlagen unter differenzierten Bedingungen (W); Umsetzung von in Auktion nichtbezuschlagter Anlagen (W); Weiterbetrieb von ehem. EEG-vergüteten Anlagen (W) | keine Aktivitäten gegen Ziele der Energiewende (P); keine (downstream) bzw. geringe (upstream) Beteiligung an Atomkraft oder Braunkohle (P); kein Erwerb von Beteiligung an Steinkohle ab 2011 bzw. an Steinkohlekraftwerken, die nach dem 1.1.2015 ans Netz gingen (P). | 0,2 bis 0,3 ct/kWh                              | Innovative Projekte, bspw. Effizienz, Speichertechnologien, virtuelle Kraftwerke; Innovative Geschäftsfelder; ggf. Pooling von mehreren Labelnehmern; Generell Freigabe von Projekten durch energieVision e. V. | Mindestkriterien Vertragskonditionen (Verbraucherschutz) (P), EnergieVision veröffentlicht alle zertifizierten Labelnehmer mit Mengen und Modell                       | Ein Siegel mit Fokus auf hoher Ausbauwirkung. - 100 % regenerativ (vor 2013: Anteil von Kraft-Wärme-Kopplung maximal 50 %), aus Anlagen mit ökologischen Zusatzanforderungen (z. B. geringer Eingriff ins Ökosystem) - Mindestens ein Drittel des Stroms muss aus Anlagen kommen, die nicht älter als sechs Jahre sind. - Ein weiteres Drittel muss aus Anlagen kommen, die nicht älter als zwölf Jahre sind. - Die Anlagen beider Kategorien müssen außerhalb des Förderbereichs des Erneuerbare-Energien-Gesetzes (EEG) entstehen. | 12,10 %                      |
| TÜV Nord Cert                         | Geprüfter Ökostrom                                       | Händlermodell                                    | 100 % EE      | gemäß Definition EEG § 3 Abs.21 EEG | mindestens ein Drittel aus Anlagen nicht älter als sechs Jahre (Bau\|Repower) | |                                                 | | | | 27,10 %                      |
| TÜV Nord Cert                         | Geprüfter Ökostrom                                       | Fondsmodell                                      | 100 % EE      | gemäß Definition EEG § 3 Abs.21 EEG | | | 0,1–0,25 ct/kWh                                 | Neubau in Anlagen | | | 27,10 %                      |
| TÜV Rheinland                         | gem. VdTÜV Energie 1304                                  |                                                  | 100 % EE      | gemäß Definition EEG § 3 Abs.21 EEG | | Förderung einer nachhaltigen Energieversorgung muss Unternehmensziel sein |                                                 | | | | 10,00 %                      |
| TÜV Süd                               | CMS 83 (Erzeugung)                                       |                                                  |               | | | |                                                 | | | | 3,90 %                       |
| TÜV Süd                               | CMS 87 (EE+Erzeugung)                                    |                                                  |               | | | |                                                 | | | | 1,00 %                       |
| TÜV Süd                               | EE01                                                     | Neuanlagen-anteil                                | 100 % EE      | EE für die HKN ausgestellt werden (können)                                                                                              | mindestens 30 % der Anlagen bei Zertifizierung nicht älter als 3 Jahre, max. 10 Jahre | Steigerung des Anteils an EE am Strommix (Kunden < 50 GWh), erfüllt bei 80 % EE-Lieferanteil |                                                 | | TÜV-Süd Netto-Prinzip: Ausgleich aller bei Bau und Betrieb anfallenden Emissionen, weitere optionale Module: Regionalität, CO2-Kompensation oder „physische“ Lieferung | | 4,60 %                       |
| TÜV Süd                               | EE01                                                     | Förderfonds                                      | 100 % EE      | EE für die HKN ausgestellt werden (können)                                                                                              | | Steigerung des Anteils an EE am Strommix (Kunden < 50 GWh), erfüllt bei 80 % EE-Lieferanteil | 0,2 ct/kWh                                      | Errichtung EE Neuanlagen, Förderprogramme, weitere Klimaschutz/EE Projekte; Positivliste | TÜV-Süd Netto-Prinzip: Ausgleich aller bei Bau und Betrieb anfallenden Emissionen, weitere optionale Module: Regionalität, CO2-Kompensation oder „physische“ Lieferung | | 4,60 %                       |
| TÜV Süd                               | EE01                                                     | Technologiemix                                   | 100 % EE      | EE für die HKN ausgestellt werden (können)                                                                                              | bestimmter EE Energieträger-mix aus Anlagen nach 1.1.2000 | Steigerung des Anteils an EE am Strommix (Kunden < 50 GWh), erfüllt bei 80 % EE-Lieferanteil |                                                 | | TÜV-Süd Netto-Prinzip: Ausgleich aller bei Bau und Betrieb anfallenden Emissionen, weitere optionale Module: Regionalität, CO2-Kompensation oder „physische“ Lieferung | | 4,60 %                       |
| TÜV Süd                               | EE01                                                     | Direktstrom / Mieterstrom                        | 100 % EE      | EE für die HKN ausgestellt werden (können)                                                                                              | Mindestens 30 % Strom als Direktlieferung aus Anlagen ab 1.1.2016 | Steigerung des Anteils an EE am Strommix (Kunden < 50 GWh), erfüllt bei 80 % EE-Lieferanteil |                                                 | | TÜV-Süd Netto-Prinzip: Ausgleich aller bei Bau und Betrieb anfallenden Emissionen, weitere optionale Module: Regionalität, CO2-Kompensation oder „physische“ Lieferung | | 4,60 %                       |
| TÜV Süd                               | EE02                                                     |                                                  | 100 % EE      | EE für die HKN ausgestellt werden (können)                                                                                              | Zeitgleichheit zwischen EE Erzeugung und Verbrauch in kürzest-möglichen Einheiten | Steigerung des Anteils an EE am Strommix (Kunden < 50 GWh), erfüllt bei 80 % EE-Lieferanteil |                                                 | | TÜV-Süd Netto-Prinzip: Ausgleich aller bei Bau und Betrieb anfallenden Emissionen, weitere optionale Module: Regionalität, CO2-Kompensation oder „physische“ Lieferung | | 1,80 %                       |
| TÜV Süd                               | EWU                                                      |                                                  | 100 % EE      | EE für die HKN ausgestellt werden (können)                                                                                              | | Steigerung des Anteils an EE am Strommix (Kunden < 50 GWh), erfüllt bei 80 % EE-Lieferanteil |                                                 | | TÜV-Süd Netto-Prinzip: Ausgleich aller bei Bau und Betrieb anfallenden Emissionen, weitere optionale Module: Regionalität, CO2-Kompensation oder „physische“ Lieferung | | 0,60 %                       |
| Bischoff & Ditze                      | European Green                                           |                                                  | 100 % EE      | nur Wasser, Wind, Biomasse, Geothermie und Solar                                                                                        | Strommix aus mind. 4 verschiedenen Erzeugungsarten aus mind. 4 europ. Ländern | |                                                 | | | |                              |
| Bischoff & Ditze                      | HKN NEU100                                               |                                                  | 100 % EE      | gemäß Definition EEG § 3 Abs.21 EEG | Mix aus fluktuierenden und regelbaren EE, 100 % der Anlagen nicht älter als 6 Jahre | |                                                 | | monatliche Zeitgleichheit (75 % der Kundenprognose), Klima-Neutralstellung von Bau und Betrieb                                                                         | |                              |
| Bischoff & Ditze                      | Renewable Plus                                           |                                                  | 100 % EE      | gemäß Definition EEG § 3 Abs.21 EEG | Anlagenbetreiber muss Ausbau von EE fördern und in neue Anlagen, Erweiterungen oder freiwillige ökologische Maßnahmen investieren | |                                                 | | monatliche Zeitgleichheit (75 % der Kundenprognose), Klima-Neutralstellung von Bau und Betrieb                                                                         | | 8,90 %                       |
| First Climate                         | Basis                                                    |                                                  | 100 % EE      | gemäß Definition EEG § 3 Abs.21 EEG | | |                                                 | | | | 0,40 %                       |
| First Climate                         | Wasser und Wald                                          |                                                  | 100 % EE      | gemäß Definition EEG § 3 Abs.21 EEG | | | 2ct/MWh mind. 250 € (je EVU)                    | Bergwaldprojekt e.V | | | 0,20 %                       |
| KlimaInvest Green Concepts GmbH       | Ökostrom                                                 |                                                  |               | | | |                                                 | | Basiert laut Aussage auf Website auf TÜV Nord. Kriterien werden jedoch nicht veröffentlicht (Stand November 2017).                                                     | | 5,90 %                       |
| KlimaInvest Green Concepts GmbH       | Ökostrom Plus                                            |                                                  |               | | | |                                                 | | | | 0,60 %                       |
| KlimaInvest Green Concepts GmbH       | Ökostrom RE                                              |                                                  |               | | | |                                                 | | | | 3,60 %                       |
| Verein für umweltgerechte Energie VUE | naturemade                                               | basic                                            |               | | | | 0,7 Rp/kWh                                      | | | Es ist fast ausschließlich in der Schweiz verbreitet und hatte dort 2018 einen Marktanteil von 35 % |                              |
| Verein für umweltgerechte Energie VUE | naturemade                                               | star                                             |               | | | | 0,7 Rp/kWh                                      | | | Es ist fast ausschließlich in der Schweiz verbreitet und hatte dort 2018 einen Marktanteil von 35 % | 0,10 %                       |
| TÜV nicht spezifiziert                |                                                          |                                                  |               | | | |                                                 | | | | 10,70 %                      |

#### RenewablePLUS
Das Label garantiert, dass 100 % des erzeugten Stroms aus erneuerbaren Energien stammt. Bei diesem Label garantieren die Betreiber/Eigentümer der Kraftwerke, dass sie den Ausbau der erneuerbaren Energien fördern. Sie investieren entweder in neu gebaute Anlagen oder in den Ausbau und die Erweiterung bestehender Anlagen. Auch können Investitionen in ökologische Maßnahmen im Rahmen der Erzeugung von erneuerbaren Energien getätigt werden. Ein Alterskriterium für die Erzeugungsanlagen gibt es nicht. Die Investitionen der Betreiber/Eigentümer erfolgen im jeweiligen Jahr der Stromerzeugung in Kraftwerke bzw. Projekte, die neu realisiert werden und so eine erhöhte Stromerzeugung garantieren.
Das Label ist ab der Lieferperiode 2012 klimaneutral. So werden CO2-Emissionen, die bei dem Bau sowie bei dem Betrieb anfallen, durch den Einsatz von Emissionsminderungszertifikaten klimaneutral gestellt. Die Emissionsminderungszertifikate stammen in der Regel aus Projekten zur Förderung erneuerbarer Energien. Ab der Lieferperiode 2013 beinhaltet RenewablePLUS das Element der Mengengleichheit auf Monatsbasis. So werden Herkunftsnachweise zeitgleich zum Verbrauch in allen Monaten des Kalenderjahres produziert. Die Kriterien der Reinvestition, der tatsächlichen Klimaneutralität und der monatlichen Mengengleichheit werden vom TÜV Rheinland jährlich geprüft und auditiert. Dies ist in der TÜV-Datenbank unter der ID 23040 einsehbar.
Ab der Lieferperiode 2013 stammen die Emissionsminderungszertifikate zur Klimaneutralstellung aus nachhaltigen und anerkannten Projekten des TÜV Rheinland zertifizierten Labels ÖkoPLUS. ÖkoPLUS-zertifizierte Projekte sollen anhand weltweit anerkannter Indizes die Förderung nachhaltiger und sozialer Strukturen sowie eine tatsächliche nachhaltige Entwicklung am Einsatzort garantieren. Die Kriterien der nachhaltigen Förderung und Entwicklung sozialer Strukturen von Emissionsminderungsprojekten werden vom TÜV Rheinland jährlich geprüft und auditiert. Dies ist in der TÜV-Datenbank unter der ID 37968 einsehbar.

#### Grüner Strom-Label

Ökostromlabel Grüner Strom in Deutschland

Das Gütesiegel Grüner Strom (früher: Grüner Strom Label Gold) ist das älteste Ökostromlabel in Deutschland und kennzeichnet Ökostromprodukte mit regenerativ erzeugtem Strom, der aus Anlagen mit ökologischen Zusatzanforderungen (z. B. geringer Eingriff ins Ökosystem) stammt. Es ist das einzige Ökostromlabel in Deutschland, das von führenden Umweltverbänden wie NABU und BUND getragen und empfohlen wird. Folgende zentrale Kriterien sind laut Kriterienkatalog Grundvoraussetzung für eine Zertifizierung:
- Stromanbieter müssen mit einem festen Betrag je verkaufter Kilowattstunde Energiewende-Projekte fördern (z. B. Photovoltaik-Anlagen, Windparks, Energieeffizienzmaßnahmen, Projekte zu E-Mobilität, aber auch Bürgerenergieprojekte):[22]
  - Bis 10.000 kWh pro Jahr 0,5 Cent (netto) pro kWh
  - Zwischen 10.000 kWh und 100.000 kWh pro Jahr 0,4 Cent (netto) pro kWh
  - Zwischen 100.000 kWh und 3.000.000 kWh pro Jahr 0,2 Cent (netto) pro kWh
  - Ab 3.000.000 kWh pro Jahr 0,1 Cent (netto) pro kWh
- Der Strom muss zu 100 % aus Erneuerbaren Energien stammen (aus bereits existierenden oder neuen Kraftwerken).
- Unternehmen, die selbst Atomkraftwerke betreiben, beziehungsweise an einem solchen direkt beteiligt sind, erhalten das Label nicht, können aber Beteiligungen durch Unternehmen haben, die selbst Betreiber von Atomkraftwerken sind.
- Unternehmen, die – nach Inkrafttreten des Kriterienkatalogs 2015 – neue direkte Beteiligungen an bereits existierenden oder neuen Kohlekraftwerken erwerben, erhalten das Label nicht.
- RECS-Zertifikate sind als Nachweis der Lieferverpflichtung nicht zugelassen.

## Ökostrommarkt

### Marktanteile
| Jahr | Summe Stromabsatz an Letztverbraucher (GWh) | Entwertete Herkunftsnachweise in DE (GWh) | Anteil Ökostrom am Gesamtabsatz |
| ---- | ------------------------------------------- | ----------------------------------------- | ------------------------------- |
| 2019 | 439.830                                     | 104.136                                   | 23,7 %                          |
| 2020 | 418.626                                     | 110.456                                   | 26,4 %                          |
| 2021 | 419.167                                     | 119.568                                   | 28,5 %                          |
| 2022 | 413.433                                     | 142.131                                   | 34,4 %                          |
| 2023 | 389.683                                     | 184.692                                   | 47,4 %                          |

Der Anteil erneuerbarer Energien am Stromverbrauch steigt kontinuierlich. In den ersten drei Monaten 2020 lag er in Deutschland mit 52 % erstmals bei mehr als der Hälfte des Gesamtverbrauchs. In den ersten drei Monaten 2019 lag er bei 44 %, so Berechnungen des Energieverbands BDEW. Insgesamt lieferten Erneuerbare Energien 77 Terawattstunden (TWh). Mit 43 TWh war die Windkraft an Land, wie auch im Jahr zuvor, die wichtigste Ökostrom-Quelle.
Im ersten Halbjahr 2014 lag der Anteil der Stromerzeugung aus erneuerbaren Energien in Deutschland noch bei 31 %, beziehungsweise 81 TWh. 26,7 TWh kamen aus Windenergie, auch 26,7 TWh aus Solarenergie sowie 25,6 TWh aus Biogas. Weltweit hatten erneuerbare Energien 2013 einen Anteil an der Gesamtstromerzeugung von etwa 22 % beziehungsweise 5.070 TWh.
Nach einer repräsentativen Umfrage der Forsa aus dem Jahre 2011 erwarten 69 % aller Verbraucher in Deutschland, dass mit einem Bezug von Ökostrom der Ausbau der erneuerbaren Energien in Deutschland gefördert wird.
Setzt man Ökostrom mit Strom aus regenerativen Energien gleich, finden sich in der Tabelle Bruttostromerzeugung nach Energieträgern in Deutschland in der Zeile regenerativer Anteil die Anteile von Ökostrom an der gesamten deutschen Bruttostromerzeugung.
Für das Jahr 2020 hat die Bundesregierung 2011 ein Ziel von 35 % Ökostrom verkündet.
Tagesaktuelle Daten mit Einsichtsmöglichkeit der Einspeisungs-Schwankungsbreite bietet die Transparenzplattform der Leipziger Strombörse (EEX) für Deutschland und Österreich mit regionaler Zuordnung über eine Filtermöglichkeit nach Übertragungsnetzbetreiber.
2013 lag der Anteil von Privathaushalten mit Ökostrom je nach Bundesland zwischen 16 % und 28 %.
Spitzenreiter beim Ausbau erneuerbarer Energien in Deutschland ist seit 2009 Mecklenburg-Vorpommern. Dort stammen mehr als die Hälfte des produzierten Stroms aus regenerativen Quellen, überwiegend aus Wind- und Biogasanlagen. Auf Platz zwei und drei liegen Thüringen und Sachsen-Anhalt.
2007 lag der Anteil des als Ökostrom verkauften Stroms am gesamten Stromabsatz für private Haushalte in Deutschland mit 2,9 Milliarden kWh bei etwa 2 %.
Lokale und kommunale Initiativen können durch sogenannte Energiecafés den Wechsel zu Ökostrom-Tarifen incentivieren und erleichtern.

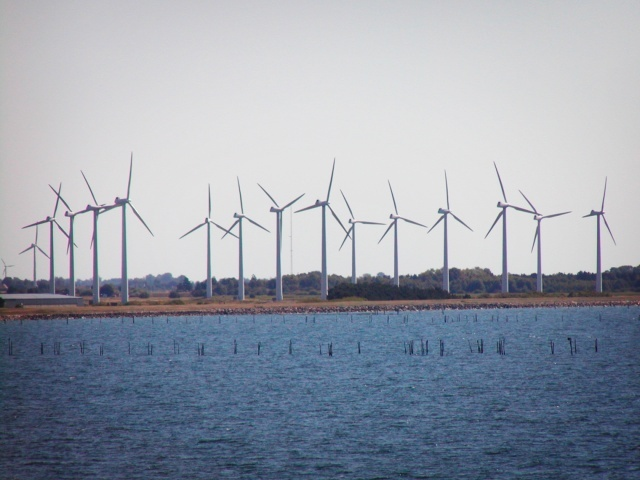
Windkraftanlagen, Rødbyhavn, Dänemark

### Ökostromanbieter

#### Deutschland
Mehrere Ökostromanbieter wollen den Anteil der erneuerbaren Energien am deutschen Strommix erhöhen und investieren deshalb in neue Anlagen. Ihre Kunden sind vor allem ökologisch und politisch interessierte Bürger und Unternehmen, die gerade in den Anfangsjahren bereit waren, höhere Preise zu zahlen. Inzwischen ist diese Preisdifferenz weitgehend verschwunden.
Die Elektrizitätswerke Schönau (EWS) wurden 1994 als GmbH gegründet und begannen 1997 zunächst mit 1700 regionalen Kunden. Ab 1999 boten die EWS bundesweit Ökostrom an und hatten im Jahr 2014 rund 150.000 Kunden. Gemäß Zertifikat des TÜV Nord gewährleistet die EWS „eine zeitgleiche Vollversorgung der Kunden (bezogen auf Tageswerte).“
1996 wurde die unit energy AG gegründet, die ab 1999 gemeinsam mit dem niederländischen Stromversorger Nuon deutschlandweit Ökostrom anbot. Unter dem Markennamen unit[e] naturstrom wurden Kunden hauptsächlich in den mittel- und süddeutschen Filialen der Deutschen Post AG gewonnen. 2007 ging das Unternehmen in die Insolvenz. Die Kunden wurden später von Greenpeace Energy übernommen.
Die Naturstrom AG wurde 1998 von Vertretern mehrerer Naturschutz- und Erneuerbare-Energie-Verbänden gegründet, um den Ausbau der erneuerbaren Energien zu stärken. Die Naturstrom AG kaufte den Strom zunächst bei Betreibern von Solar-, Wind-, Wasser-, Biomasse- und Geothermiekraftwerken, die ihre Anlagen mit der staatlich garantierten Vergütung allein nicht wirtschaftlich betreiben konnten.
Nach der Liberalisierung des Strommarktes 1998 entstanden außerdem Greenpeace Energy und Lichtblick. Neben den überregionalen Anbietern agieren im Zuge der Dezentralisierung zunehmend lokale und regionale Ökostromanbieter auf dem Strommarkt (Regionalstrom, Bürgerenergiegenossenschaften).
2011 wurde die Polarstern GmbH von drei Privatpersonen (Florian Henle, Simon Stadler und Jakob Assmann) gegründet zunächst mit dem Ziel, die Energiewende auf dem Wärmemarkt zu fördern. Weil sie anfangs keine Vertriebspartner für ihr Konzept eines vollständigen Ökogasprodukts fanden, gründeten sie einen eigenen Energieversorger unter dem Namen Polarstern Energie. Das Unternehmen ist seit 2015 Gemeinwohlunternehmen, führt das Grüner Strom Label, wird von Robin Wood empfohlen und wurde mehrfach von ÖkoTest mit „sehr gut“ getestet.
2013 haben erste Energiegenossenschaften die Dachgenossenschaft Bürgerwerke eG gegründet, die regionalen Energiegenossenschaften die gemeinsame Direktvermarktung von Strom aus Bürgerenergieanlagen ermöglicht. So können Einzelabnehmer bundesweit Ökostrom und Biogas über ihre jeweilige Genossenschaft beziehen. Anfang 2021 beteiligten sich insgesamt 99 Genossenschaften an dem Projekt.
Seit 2015 bieten die Berliner Stadtwerke als neuer kommunaler Energieversorger selbst produzierten Ökostrom an. Aus Verbrauchersicht sind neben den Preisen Vertragskonditionen wie Preisgarantie, Vertragsdauer und Kündigungsfristen weitere wichtige Aspekte.
Seit 28. Juni 2017 bietet DB Energie im Privatkundengeschäft Ökostrom unter der Marke DB Strom an und liefert diesen bundesweit über die Netze der örtlichen Versorger an die Haushaltskunden. Der Ökostrom wird überwiegend an den Strombörsen eingekauft.
Seit Anfang 2018 bietet die Vonovia ihren Mietern Grünstrom an, allerdings werden Vertragsgestaltung und Preise kritisiert.
In ihrem "Ökostrom-Report 2025" hat die Umwelt- und Naturschutzorganisation Robin Wood 1.271 Ökostromanbieter auf ihren tatsächlichen Nutzen für die Umwelt und Energiewende überprüft und nach den Kriterien "100% Ökostrom", "Unabhängigkeit", "Zusätzlichkeit" und "Kein Geld für Kohle und Atom" folgende 10 Anbieter empfohlen: Bürgerwerke, Elektrizitätswerke Schönau, Fair Trade Power, Green Planet Energy, MANN Strom, Naturstrom AG, Ökostrom+, Polarstern, Prokon, Westfalenwind Strom.

#### Österreich
In Österreich startete die Oekostrom Vertriebs-GmbH, eine 100-%-Tochter der Oekostrom AG, vor der allgemeinen Strommarkt-Liberalisierung, die dort erst im Oktober 2001 stattfand, mit der Belieferung von Haushalten und Gewerbebetrieben. Möglich war das, weil der österreichische Gesetzgeber für Erzeuger von Strom aus Wind, Biomasse und Solarenergie bereits ab Februar 1999 die direkte Kundenbelieferung erlaubte. Zu den Kunden des Unternehmens zählen u. a. die Umweltorganisationen Global 2000 und WWF. Die Oekostrom GmbH veröffentlicht alle Lieferantenkraftwerke, verwendet zur Stromkennzeichnung ausschließlich Zertifikate in Verbindung mit der entsprechenden physikalischen Lieferung (d. h. kein Zukauf von Graustrom) und besitzt eine eigene Bilanzgruppe, wodurch eine überdurchschnittlich hohe Transparenz der angebotenen Stromprodukte gegeben ist. Die Oekostrom GmbH bietet billige Tarife, bei denen der Ökostrom hauptsächlich aus Wasserkraft kommt, und höherwertige Tarife, die mit dem Österreichischen Umweltzeichen ausgezeichnet sind.

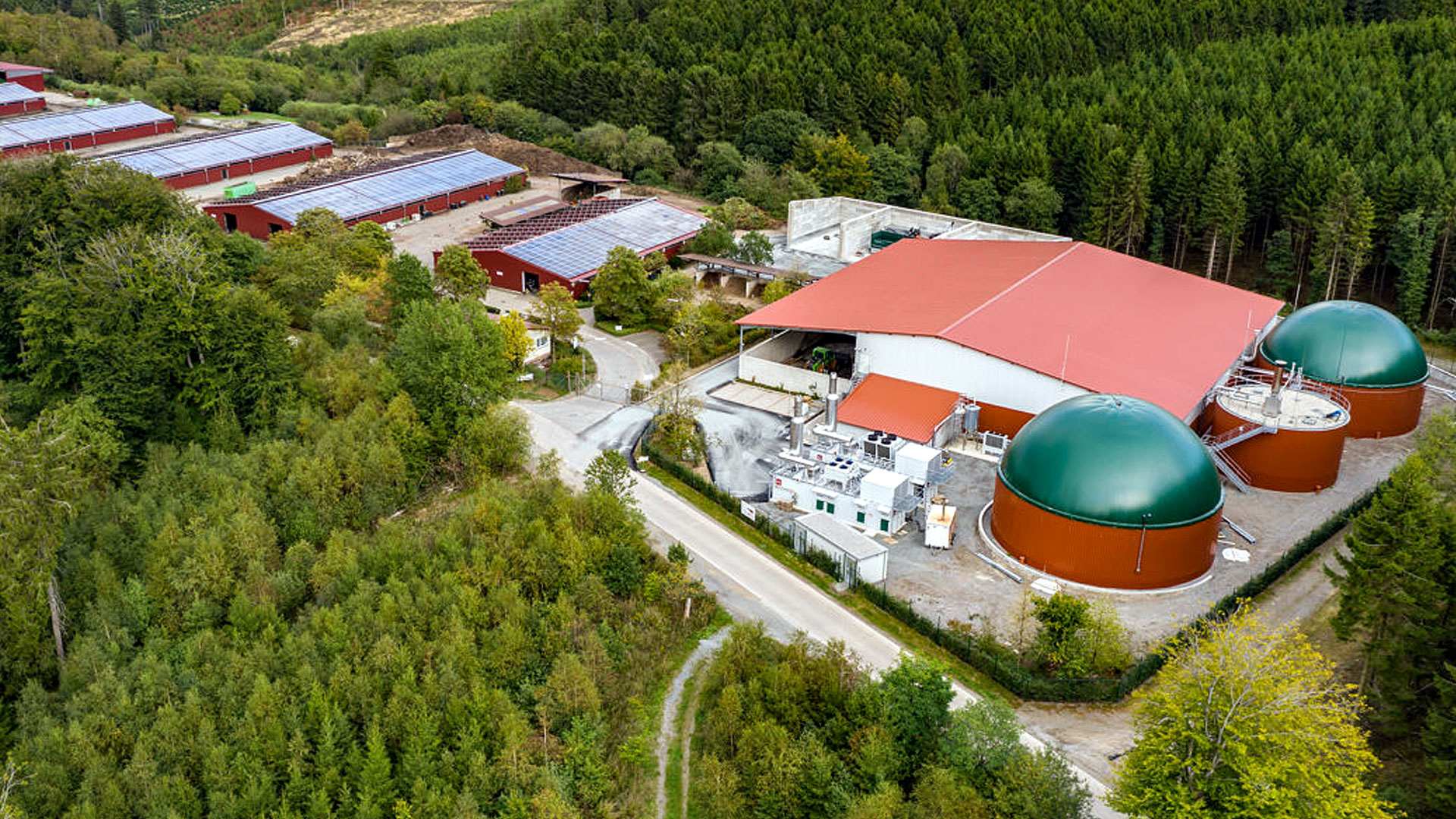
Biogasanlage mit Kompostierung

Als weiterer reiner Ökostromanbieter in Österreich wurde die Naturkraft Energievertriebsgesellschaft m.b.H. im April 2001 gegründet. Kunden von Naturkraft werden ausschließlich mit Strom aus erneuerbaren Energiequellen beliefert. Das Unternehmen ist eine 100-%-Tochter der Energieallianz Austria GmbH, an der Energie Burgenland AG mit 10 %, EVN AG mit 45 % und Wien Energie GmbH mit 45 % beteiligt sind. Die Stromprodukte der Naturkraft sind ebenfalls mit dem Österreichischen Umweltzeichen Grüner Strom ausgezeichnet.
Seit Oktober 2001 bietet die Alpen Adria Naturenergie (AAE, Sitz in Kötschach-Mauthen, Kärnten) mehrere Naturstromprodukte an, darunter das mit dem Umweltzeichen ausgezeichnete Naturstrom PLUS. Sie wurde gegründet, um den Ausbau von Ökostromkraftwerken im Alpen-Adria-Raum voranzutreiben. In diesem Familienbetrieb wird ausschließlich saubere Energie aus zertifizierter Wasserkraft, Biomasse, Wind und Sonne gewonnen. Deshalb wurde die AAE im September 2005 vom Klima-Bündnis Österreich ausgezeichnet und wird z. B. von der Umweltorganisation Greenpeace empfohlen. Bis heute (August 2011) sind zahlreiche Gemeinden und über 11.000 Haushalte und Betriebe Naturstromkunden geworden.
Im Jahr 2000 wurden die Ökostrombörse Vorarlberg, 2005 die Ökostrombörse Salzburg und 2009 die Ökostrombörse Österreich mit dem Ziel der Förderung unterschiedlicher Kleinkraftwerke gegründet, die aus Zusammenschlüssen von kleinen Energie-Produzenten, Verteilern und Verbrauchern bestehen. Die Verbraucher unterstützen die Börse nach dem Spendenmodell oder über finanzielle Beteiligungen.
2010 wurde das Ökostromunternehmen Ökoenergie Tirol gegründet, welches eine 100-%-Tochtergesellschaft der TIWAG darstellt. Dieser Anbieter bezieht seinen Strom laut eigenen Angaben zu 100 % aus Kleinwasserkraftwerken.
Wie in Deutschland haben auch die meisten österreichischen Ex-Monopolisten ein Ökostrom-Angebot, für das dieselben Vorbehalte gelten wie dort. Die Zahl der Ökostromkunden in Österreich bildet nur einen Bruchteil der Zahl der Kunden, die rein rechnerisch bereits jetzt von österreichischen Wasserkraftwerken versorgt werden. Durch Kauf von Strom aus Großwasserkraft kann daher keine Verbesserung der Stromerzeugung bewirkt werden.

#### Schweiz

Gütesiegel Naturemade Star

In der Schweiz gibt es seit 2009 eine kostendeckende Einspeisevergütung (KEV), um die Stromerzeugung aus erneuerbarer Energie zu fördern. Verschiedene Schweizer Elektrizitäts- und Stadtwerke bieten ihren Kunden Stromprodukte an, die je nach Anbieter einen bestimmten Anteil an Ökostrom enthalten. Die Abstufungen reichen von einer simplen Beimischung zum herkömmlichen Strom bis hin zu ausschließlich ökozertifiziertem Strom. Ziel ist es, Energie aus erneuerbaren Quellen zu fördern und die Gelder entsprechend in den Neubau von solchen Anlagen zu investieren.
RegioMix ist ein Produkt mehrerer Schweizer Energieunternehmen, das nach dem Aufpreismodell funktioniert. Der Aufpreis wurde im Jahr 2005 von über 1000 Kunden für insgesamt 1,4 Millionen kWh bezahlt, womit Ökostrom-Anlagen gefördert wurden. Der Strommix bestand 2011 aus 70 % Kleinwasserkraft, 20 % Biogas, 8 % Windenergie und 3 % Solarenergie.
naturemade star, das Gütesiegel für Ökostrom, wird vom WWF Schweiz, von pro natura, dem Konsumentenforum Schweiz und den führenden Energieversorgungsunternehmen sowie von verschiedenen Ökostromverbänden wie Swissolar und der Genossenschaft Ökostrom Schweiz, die Ökostrom von Kleinanbietern kauft, getragen.
Bei der ADEV Energiegenossenschaft spendet man einen fixen Geldbetrag pro Jahr und kann angeben, ob damit Kleinwasserkraft, Windkraft, Solarenergie oder eine Mischung aus 34 % Wasser, 65 % Wind und 1 % Solar gefördert werden soll. Eine entsprechende Anzahl an Kilowattstunden wird erzeugt und mit dem Schweizer Qualitätszeichen naturemade zertifiziert. Außerdem verspricht der Anbieter, jährlich 3 % des Umsatzes an ein geeignetes Projekt für eine nachhaltige Energieversorgung in Entwicklungsländern zu spenden. Derzeit (Mai 2006) wird mit 132 Spendern die Produktion von 475.000 kWh Ökostrom pro Jahr gefördert.

#### Luxemburg
Der Anbieter CREOS (ehemals CEGEDEL) bezieht seinen Strom für das Angebot Nova Naturstrom bei Greenpeace Energy in Deutschland.
Mit der Eröffnung des Strommarktes in Luxemburg bietet der reine Ökostromversorger EIDA S.A. eida.green Strom zu 100 % aus erneuerbaren Energien an.

#### Frankreich
Ökostrom spielt in Frankreich eine untergeordnete Rolle. Die 2005 unter Beteiligung von Greenpeace gegründete Genossenschaftsinitiative Enercoop bündelt die Aktivitäten regionaler Erzeugergemeinschaften. Im Oktober 2011 hatte sie 10.000 Kunden. Gewinne werden in den Ausbau der Erzeugung erneuerbarer Energien investiert. Die Region Rhone-Alpes ist an der Genossenschaft beteiligt.

#### USA
In den USA gibt es ungefähr 30 nationale sowie zahlreiche kleinere regionale und lokale Ökostromanbieter. Sie nutzen überwiegend Windkraft, in steigendem Umfang auch Biomasse und Solarenergie. Die meisten von ihnen sind seit ca. 2000 am Markt. Die Finanzkrise 2008–2009 und die Nuklearkatastrophe von Fukushima lösten einen Investitionsboom aus. Derzeit (2010–2011) werden in Kalifornien und Nevada große Solarkraftwerke gebaut. Ein spezielles Geschäftsmodell ist die klimaneutrale Strom- und Gaserzeugung in Verbindung mit Aufforstungsmaßnahmen.

## Kritik
Kritisiert wird, dass der Bezug von Ökostrom bei vielen Anbietern nicht dazu führt, dass mehr umweltfreundlich erzeugter Strom produziert wird, da der vom Anbieter bezogene Strom-Mix lediglich auf dem Papier so umverteilt wird, dass den Beziehern von Ökostrom mehr und den übrigen Kunden weniger Ökostrom zugeordnet wird.
Es wird darum empfohlen, Ökostrom von Anbietern zu beziehen, die sich verpflichten, einen Teil der Einnahmen in den Neubau von Anlagen zur Stromerzeugung aus regenerativen Quellen zu investieren oder sich politisch für die Energiewende einsetzen.
Auch wird die energiepolitische Signalwirkung für wichtig gehalten, sie könnte Einfluss auf politische Entscheidungen für bedeutende Fördermaßnahmen wie das EEG haben.
Beim Kunden erzeugt Ökostrom die Vorstellung, durch seine Tarifwahl die Emission von CO2 zu vermindern. Diese Annahme ist irrig, denn aufgrund der Einspeisepriorität für regenerativ erzeugten Strom ist eine bloße Änderung des Geldflusses, mit Umgehung der Strombörse und direktem Handel mit dem Erzeuger, ohne Wirkung auf die CO2-Emissionen. Dem regenerativen Strom des Ökostromkunden entspricht eine genauso große Verminderung des regenerativen Anteils im Graustrom und eine Änderung seines Stromverbrauchs erzeugt eine gleich große Änderung der fossilen Stromerzeugung. Eine positive CO2-Wirkung von Ökostromverträgen entstünde nur, wenn diese eine höhere Investition in regenerative Technik auslösten. Dies können jedoch nur einige Anbieter garantieren.
Viele Ökostromangebote stehen unter Kritik. Von den rund 810 Ökostromlieferanten, die es 2011 in Deutschland gab, wurden laut einer Analyse des Umweltbundesamtes die Kauferwartungen von Verbrauchern nur von einem Bruchteil der Anbieter tatsächlich erfüllt. Unter den 7,25 Millionen Verbrauchern in Deutschland, die 2012 Ökostrom an Stelle von Graustrom bezogen, um die Energiewende und den Ausbau erneuerbarer Energien zu fördern, unterstützt eine Mehrheit unbewusst die Stromerzeugung aus Kernkraft- und Kohlekraftwerken.
Manche Angebote dienen dem Greenwashing des Anbieters oder sollen zum Stromanbieterwechsel verleiten. Diese Geschäftspraktik betreiben die meisten Stromanbieter. Einige Passagen in der Erneuerbare-Energien-Richtlinie erlauben es den Anbietern, Stromprodukte als Ökostrom zu verkaufen, die keine fördernde Wirkung auf den Ausbau von Anlagen zur Nutzung erneuerbaren Quellen haben. Dabei ist Hauptzweck und Ziel der Richtlinie, eine Nutzung von Energie aus erneuerbaren Quellen zu fördern. Stattdessen werden mit Hilfe eines verpflichtenden Handels mit sogenannten Herkunftsnachweisen (speziell RECS) vorgebliche Ökostromprodukte legitimiert. Diese weisen jedoch nur nach, dass Strom, der ohnehin irgendwo in Europa schon aus erneuerbaren Quellen – zumeist seit langem betriebenen Wasserkraftwerken – in das Stromnetz eingespeist wird, statistisch dahin verschoben wird, wo Ökostrom nachgefragt wird. Diesen Nachweisen fehlt nachweislich eine fördernde Wirkung auf die Energiewende. So erstellte Ökostromprodukte weichen somit weitgehend von den Kaufmotiven ab, aus denen Verbraucher Ökostrom nachfragen.

### Direkte vs. indirekte Handelsverträge
Ökostromprodukte, die nicht auf direkten Lieferverträgen beruhen, wurden von einzelnen Umweltaktivisten als reine Umetikettierung kritisiert, andere sehen die Art der Lieferverträge als unerheblich. Es gelte zu bedenken, dass Stromkauf aus alten und sowieso bereits abgeschriebenen Kraftwerken auch per direkt abgeschlossenen Verträgen kaum zusätzlichen Umweltnutzen aufweist und auch für „Grünstromwäsche“ missbraucht werden kann. Eine Untersuchung des Öko-Instituts zeigte, dass die Einnahmen eines Betreibers von regenerativen Kraftwerken bei direkten Lieferverträgen nicht höher als über Zertifikate ablaufenden indirekten Lieferverträgen sind und somit gleichwertig seien.
Einigkeit scheint hingegen über die Wichtigkeit der Ausbauwirkung zu bestehen, die im Folgenden beschrieben wird. Solange mehr Kapazität aus sowieso schon existierenden Anlagen vorhanden ist, als nachgefragt wird, kommt es durch direkte oder indirekte Lieferverträge allein zu keiner ökologischen Verbesserung. Ein zusätzlicher Umweltnutzen wird erst durch Siegel, die u. a. zusätzliche Ausbauwirkungen einfordern, sichergestellt.

### Bau und Förderung von Neuanlagen
Beim Kauf von Ökostrom aus bereits vorhandenen umweltfreundlichen Quellen (meist seit Jahrzehnten bestehende Wasserkraftwerke) erhalten andere Stromkunden einen höheren Anteil an fossilem/ atomarem Strom. Damit existiert kein zusätzlicher positiver Effekt für die Umwelt. Änderungen im Sinne der Umwelt könnten nur erreicht werden, wenn neue regenerative Anlagen gebaut und betrieben und so die konventionellen Kraftwerke zurückgedrängt würden.
Idealerweise verpflichten sich daher zertifizierte Anbieter, nicht nur Ökostrom zu liefern, sondern zusätzliche Produktionskapazitäten aufzubauen. Dieses Modell wurde zuerst von der Naturstrom AG und Greenpeace Energy propagiert und setzt sich bei den seriösen Ökostromanbietern mehr und mehr durch. Beispielsweise hat sich Greenpeace Energy verpflichtet, die pro Jahr an eigene Kunden abgesetzte elektrische Energie spätestens nach fünf Jahren aus in dieser Zeit neu gebauten Kraftwerken zu beziehen.
Bei Naturstrom AG sowie bei den Elektrizitätswerken Schönau hat der Kunde zusätzlich die Möglichkeit, sich mit einem Aufpreis für ein Produkt mit höherem Ausbau der Erzeugungskapazitäten zu entscheiden.
Die NaturWatt GmbH hat in ihrem Gesellschaftervertrag verankert, dass Gewinne ausschließlich zum Ausbau erneuerbarer Energien verwendet werden. Bis 2009 wurden damit mehrere Photovoltaikanlagen errichtet.
Auch bei der Bewertung von Ökostrom-Siegeln wird die Anforderung an eine Ausbauwirkung als zentraler Aspekt gesehen. „Die strengsten Maßstäbe legen das Ok-power-Label und das Grüner-Strom-Label an“, so die Stiftung Warentest, unter den TÜV-Zertifikaten garantierten lediglich EE01 und EE02 vom TÜV-Süd „einen gewissen Zubau“.

### Aufpreismodell und Spendenmodell
Beim Sonderfall des sogenannten Aufpreismodells bezieht der Kunde weiterhin den Strom, der dem Strommix des jeweiligen Versorgers entspricht, oder erwirbt Strom aus bereits abgeschriebenen älteren Anlagen. Der Kunde zahlt jedoch freiwillig einen höheren Strompreis. Dieser Differenzbetrag wird in die Förderung neuer regenerativer Anlagenkapazität investiert.
Analog funktioniert das Spendenmodell, wo Ökostromfirmen finanzielle Zuwendungen einwerben, ohne dass eine Kundenbeziehung zum Spender oder eine Kopplung mit seinem Verbrauch vorliegt. Der Vorteil dieses Modells ist, dass Spenden umsatzsteuerfrei sind.

### Unabhängigkeit von konventionellen Erzeugern
Ökostrom kann auch von Konzernen oder durch deren Tochtergesellschaften (z. B. RWE: eprimo, EnBW NaturEnergiePlus, E.On E wie einfach), die hauptsächlich Atom- und Kohlekraftwerke betreiben, produziert bzw. verkauft werden. Bei diesen Konzernen ist oft strittig, wofür sie die Mehreinnahmen aus dem Ökostromverkauf verwenden und ob sie überhaupt an einer Energiewende interessiert sind. Da beispielsweise das OK Power Label auch Ökostromangebote von Vattenfall und EnBW zertifiziert hat, haben die Ökostromanbieter Elektrizitätswerke Schönau und Greenpeace Energy bewusst auf dieses Gütesiegel verzichtet, obwohl sie die Bedingungen dafür erfüllen. Selbst wenn ein direktes Betreiben von Atomkraftwerken ausgeschlossen wird, kann das über eine Tochtergesellschaft umgangen werden (z. B. Grüner Strom Label für Kevag/RWE).
Mehrere große und einige kleinere deutsche Umweltverbände haben sich in der Kampagne Atomausstieg selber machen zusammengeschlossen. Diese empfiehlt nur glaubwürdig ökologisch ausgerichtete Ökostromanbieter und legt darüber hinaus nur einen geringen Wert auf Gütesiegel. Stiftung Warentest bewertete nur Ökostromprodukte mit Bestnote, die zusätzlich zu einer Ausbauförderung von Anbietern mit besonderem ökologischem Engagement stammen.

### Vollkennzeichnung
In zahlreichen europäischen Ländern wird eine beträchtliche Menge an erneuerbarem Strom ins Ausland exportiert. Die Verbraucher in diesen Ländern betrachten ihren lokalen Strombezug als erneuerbar, obwohl dies aufgrund des Exports nicht der Fall ist. Die vermarkteten Herkunftsnachweise werden daraufhin für den Vertrieb von Ökostrom verwendet. Auf diese weise erwirbt der Verkäufer vom Ökostromproduzenten das Recht, seinen Strom als „Ökostrom“ ausloben zu dürfen. Der eigentliche Ökostromproduzent darf dann seinen Strom nicht mehr als „Ökostrom“ verkaufen, was aber durch Werbemaßnahmen verschleiert werden könnte.

### Unvermeidbarer Graustromanteil
Aufgrund der unvermeidbaren Übertragungsverluste in Höhe von ca. 5 bis 10 % der eingespeisten elektrischen Energie, welche von den Netzbetreibern ersetzt werden, ohne dass der Stromlieferant hierauf einen Einfluss hat, ist auch bei Kauf von reinem Ökostrom ein gewisser Verbrauch von Graustrom gegeben.

### Zeitgleiche Ökostromversorgung
Bei einem Ökostromprodukt mit zeitgleicher Einspeisung liefert der Versorger zu jedem Zeitpunkt die Menge Ökostrom, die seine Kunden momentan verbrauchen. Die benötigte Menge Ökostrom kann in eigenen Kraftwerken erzeugt oder zugekauft werden. Der Verbrauch wird bei kleinen Kunden über ein statistisch ermitteltes durchschnittliches Lastprofil angenommen; größere Verbraucher haben spezielle Stromzähler, so genannte Lastgangzähler, die den zeitlichen Verlauf der Stromentnahme festhalten. Schwankungen innerhalb einer Viertelstunde werden üblicherweise vernachlässigt, d. h. die vom Versorger gelieferte Leistung muss nur im Viertelstundendurchschnitt mit dem Verbrauch seiner Kunden übereinstimmen. Kurzfristigere Schwankungen und etwaige Prognosefehler werden vom Netzbetreiber ausgeglichen.
Nur ein zeitgleich einspeisender Ökostromanbieter kann weitgehend garantieren, dass der Kunde mit der Begleichung seiner Stromrechnung ausschließlich jene Arten von Stromerzeugung unterstützt, die im Strommix seines gewählten Produktes deklariert sind. Außerdem werden keine fossil/nuklearen Backup-Kraftwerke benötigt. Allerdings wird i. A. keine Aussage darüber getroffen, ob die Zeitgleichheit der Ökostromerzeugung mittels technischer Maßnahmen wie z. B. eigens vorgehaltener Regelleistung erreicht wird oder ob die benötigten Strommengen aus größeren Kraftwerken, die auch reine Grundlast-Kraftwerke sein können, abgezweigt werden. Im ersten Fall wird eine technologische Machbarkeit einer reinen Ökostromversorgung mit virtuellen Kraftwerken demonstriert. Im letzteren Fall wird der Zwang, Bedarfsspitzen mit (u. U. unökologischen) Mittellast- und Spitzenlast-Kraftwerken zu decken, auf andere Versorger abgewälzt. Für diesen Fall ist ein konkreter Umweltnutzen in der Gesamtbewertung nicht nachgewiesen.

### Mengengleiche Ökostromversorgung
Mengengleich bedeutet bei einem Ökostromprodukt, dass der Versorger über ein Jahr verteilt jene Menge Ökostrom ins Netz einspeist oder einkauft, die seine Kunden insgesamt im Jahr verbrauchen. Ein Kunde eines Versorgers, der z. B. einen Strommix von „100 % Wasserkraft“ angibt, welcher mengengleich eingespeist wird, bekommt in Wirklichkeit zu Spitzenzeiten einen gewissen Anteil Strom unbekannter Herkunft. Dafür wird zu anderen Zeiten Wasserkraftstrom an andere Verbraucher geliefert, ohne dass es bei diesen deklariert wäre. In Summe stimmen die deklarierten mit den verbrauchten Mengen überein, nur nicht zu jedem Zeitpunkt. Wenn keine näheren Angaben gemacht werden, handelt es sich üblicherweise um mengengleiche Einspeisung, da zeitgleiche Einspeisung technisch aufwändiger und deshalb teurer ist.